# Chiesa di Santa Maria di San Salvatore

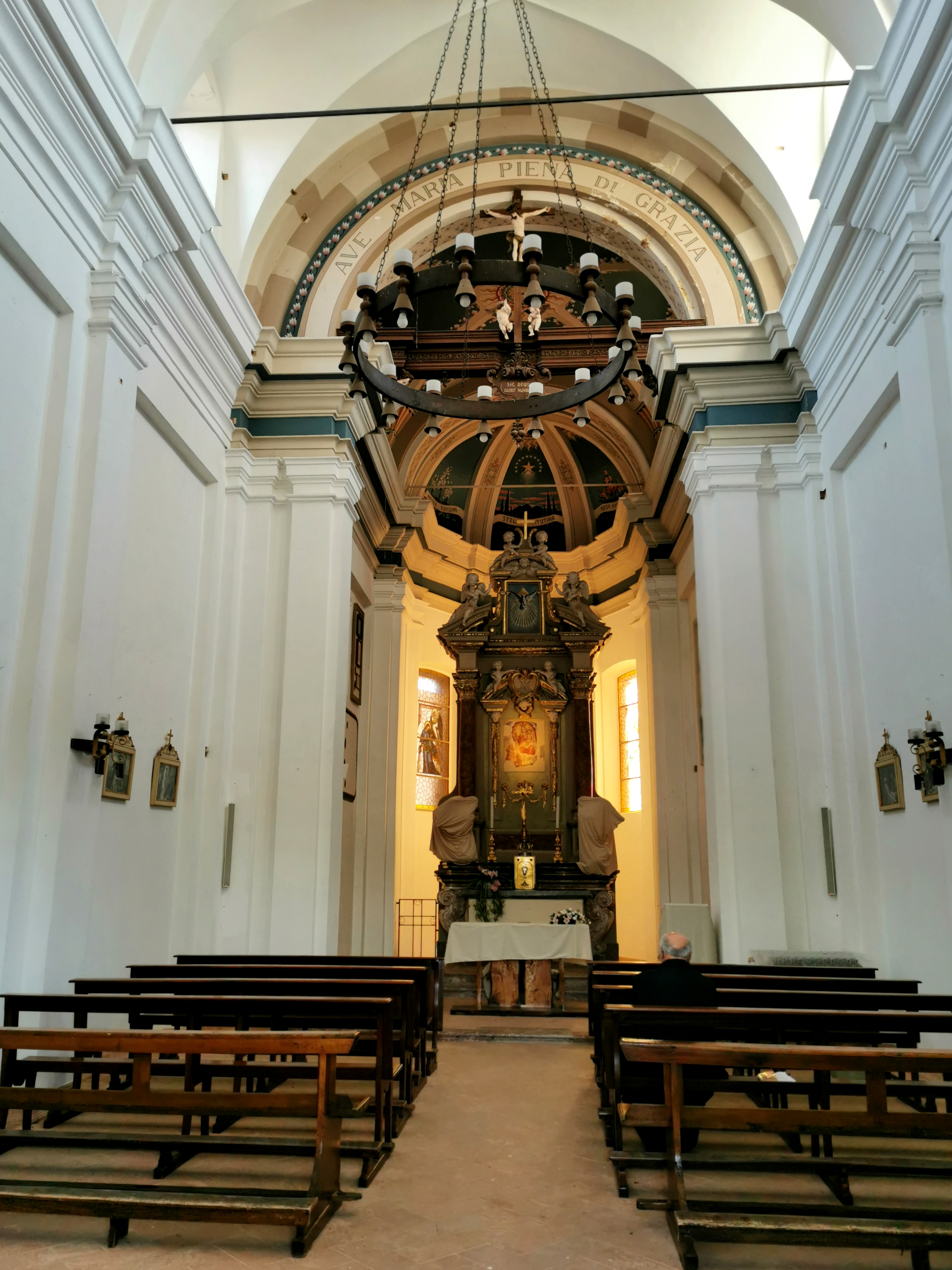
Interno della chiesa della Madonnetta

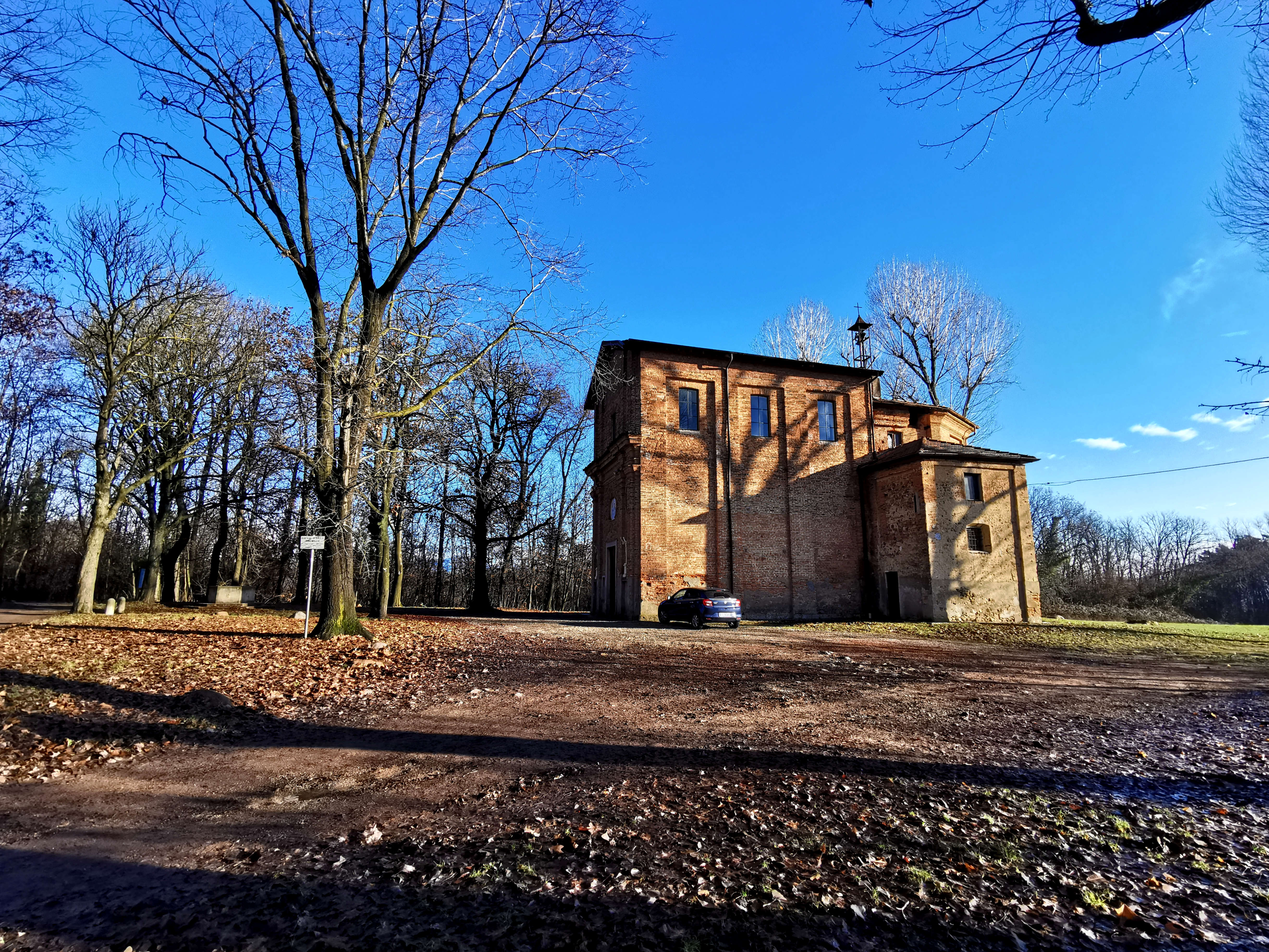
Chiesa di Santa Maria di San Salvatore (chiesa della Madonnetta)

La chiesa di Santa Maria di San Salvatore conosciuta come chiesa della Madonnetta è un luogo di culto cattolico di Gornate Olona, in provincia di Varese, e arcidiocesi di Milano. La chiesa appartiene al decanato di Carnago. La titolare della chiesa è la Madonna ed è conosciuta sul territorio come chiesa della Madonnetta per distinguerla da quella più antica posta in prossimità nella frazione Torba, un tempo monastero benedettino che gestiva la chiesa di Santa Maria. L'edificio è sussidiario della parrocchia di San Vittore il Moro.

## Storia
La chiesa fu edificata in prossimità di una fornace che fabbricava laterizi. La tradizione racconta che un pittore, di cui non si conosce l'identità, avesse dipinto l'immagine della “Vergine col Bambino e un santo” identificato in san Salvatore, sopra un muretto della fornace. Questa immagine divenne subito oggetto di devozione: per proteggerla dalle intemperie fu così costruita un'iniziale copertura in coppi sostenuta da due colonne.
Dal 18 dicembre 1667, data del primo miracolo, sino al giugno successivo, seguirono eventi ritenuti miracolosi, una decina in tutto, legati alla devozione del dipinto della “Vergine col Bambino e san Salvatore”. Furono infatti segnalate guarigioni da malattie, fratture e anche lo sciogliersi di malefici. Vi è inoltre la narrazione del miracolo occorso a una giovane muta di Caronno Varesino che, trovandosi a raccogliere la legna nel bosco di Gornate, dopo aver bevuto l'acqua della sorgente posta nelle prossimità, riacquistò l'uso della voce. I fatti miracolosi furono oggetto di un processo che autorizzò nel 1668 l'edificazione di un santuario dedicato alla Madonna di san Salvatore.
Nel 1668 fu quindi decisa la costruzione di un edificio di culto attorno all'immagine della Vergine ritenuta miracolosa. L'edificio risulta che fosse ultimato già nel 1680. Alcuni arredi a completamento dell'edificio furono posti tra la fine del Seicento e i primi anni del Settecento. L'immagine della Vergine fu incoronata nel 1953, periodo in cui furono eseguiti alcuni lavori di mantenimento, come il rifacimento della pavimentazione e il restauro degli stucchi.

## Descrizione

### Esterno
L'edificio di culto, con il classico orientamento liturgico con abside a est, è posto lontano dell'urbano cittadino in un territorio pianeggiante e boschivo, e si presenta completamente in mattoni rossi con la copertura in coppi.
Il fronte principale, tripartito da quattro lesene complete di zoccolatura e capitelli ionici, è diviso da una cornice marcapiano su due ordini. L'ordine inferiore ospita l'ingresso principale nella parte centrale con due piccole aperture laterali. Sopra l'ingresso è dipinta l'immagine della Madonna col Bambino, oggetto di venerazione. Nelle due sezioni laterali due angeli musici sono posti in due nicchie. L'ordine superiore ha un'apertura rettangolare in vetro colorato che raffigura la Vergine.

### Interno
L'interno, a unica navata, e a pianta rettangolare, è diviso in tre campate da paraste che reggono il cornicione dove s'impostano le volte a crociera. La zona presbiteriale, anticipata dall'arco trionfale con la scritta Ave Maria piena di grazia,  è illuminata da due aperture con vetrate policrome poste sopra il cornicione e termina con il coro poligonale. L'altare maggiore ospita il dipinto del Seicento raffigurante la Madonna incoronata col Bambino e un santo orante ritenuto sia san Salvatore, il dipinto è oggetto di venerazione. La volta è la sola parte decorata di tutto l'interno.